# 2007 McCuskey
2007 McCuskey là một tiểu hành tinh vành đai chính được phát hiện tại Đài thiên văn Goethe Link gần Brooklyn, Indiana bởi Chương trình tiểu hành tinh Indiana. Nó được đặt theo tên của giám độc trạm thiên văn người Mỹ Sidney W. McCuskey.